# Пологрудово
Пологру́дово — село в Тарском районе Омской области, административный центр Пологрудовского сельского поселения.

## История
Основано в 1790 г. В 1928 г. состояло из 107 хозяйств, основное население — русские. В составе Бутаковского сельсовета Знаменского района Тарского округа Сибирского края.

## География
Село расположено на северо-востоке Омской области, на берегу р. Иртыш, у устья рек Прямая и Пологрудовка. К селу примыкают два селения: посёлок Пятилетка с северо-запада и посёлок Максима Горького.
Уличная сеть
состоит из 20 географических объектов:
- Переулки: Большой пер., Малый пер., Речной пер., Школьный пер.
- Улицы: ул. Береговая, ул. Борок, ул. Заготзерновская, ул. Заречная, ул. Зелёная, ул. Иртышская, ул. Ленина, ул. Лесная, ул. Мира, ул. Молодёжная, ул. Набережная, ул. Советская, ул. Цеховая, ул. Энергетиков.

Географическое положение
Расстояние до
районного центра Тара: 28 км.
областного центра Омск: 242 км.
Ближайшие населённые пункты
Пятилетка 2 км, Максима Горького 2 км, Калинина 5 км, Мамешево 6 км, Бутаково 8 км, Тимирка 9 км, Себеляково 10 км, Крапивка 11 км, Курманово 11 км, Ишеево 13 км, Сеитово 14 км, Юрлагино 14 км, Киселево 14 км, Копейкино 15 км, Малая Кова 15 км, Атирка 16 км, Усюльтан 18 км, Петрово 18 км, Знаменское 19 км, Калашниково 19 км

## Население
| 1926 | 2002 | 2010 |
| ---- | ---- | ---- |
| 521  | ↗790 | ↘723 |

## Инфраструктура
В селе действуют: МОУ «Пологрудовская средняя общеобразовательная школа», отделение почты (Советская ул., 19), краеведческий музей, библиотека, дом культуры, стадион (на территории школы).
с 2013 года действует пансионат для пожилых людей и инвалидов «Солнечный путь», рассчитанный на 50 мест.
Есть паромная переправа.

## Транспорт
Водный и автомобильный транспорт.
Просёлочные дороги.